# Orávka
Orávka é um município da Eslováquia, situado no distrito de Rimavská Sobota, na região de Banská Bystrica. Tem 7,19 km² de área e sua população em 2018 foi estimada em 170 habitantes.

## Demografia
| Ano:        | 1994 | 2004   | 2014   | 2024   |
| ----------- | ---- | ------ | ------ | ------ |
| Broj ljudi: | 188  | 174    | 165    | 152    |
| Razlika:    |      | -7,44% | -5,17% | -7,87% |

| Ano:               | 2023 | 2024   |
| ------------------ | ---- | ------ |
| Número de pessoas: | 157  | 152    |
| Diferença:         |      | -3,18% |